# Lang zal hij leven
Lang zal hij leven is een lied dat wordt gezongen op verjaardagen (in Nederland vaak voorafgegaan door het lied Er is er een jarig). Het wordt ook wel op andere feesten ter ere van iemand gezongen.
Als een jarig kind in de klas wordt toegezongen, staat hij of zij soms voor de hele groep, eventueel op een (versierde) stoel. Op het woord "hoera" steken degenen die het liedje zingen een arm of beide armen de lucht in.

## De tekst
Lang zal hij leven
Lang zal hij leven
Lang zal hij leven in de gloria
In de gloria
In de gloria
Het lied wordt afgesloten met het achtereenvolgens driemaal uitroepen van de tekst "Hieperdepiep hoera!" Een van de zangers roept het woord "hieperdepiep" (of "hiep hiep hiep"), waarop de hele groep "hoera" uitroept. Bij het woord "hoera" steekt iedereen zijn arm of beide armen de lucht in.

### Varianten
In plaats van de tekst "Hieperdepiep hoera!" kan ook "Hiep hiep hiep, hoera!" worden geroepen. Het woord "hij" wordt ook nog weleens uitgesproken als "die": Lang zal die leven.
Voor een meisje of vrouw wordt "Lang zal ze/zij leven" gezongen; meervoud is ook mogelijk ("Lang zullen ze leven").
Oudere generaties zingen soms nog drie bijkomende strofes, die doorheen de tijd weggevallen zijn:
Zalig zal hij sterven... / De hemel zal hij erven... / Wij zullen er bij zijn...

## De muziek
De melodie is uit het eind van de 18e eeuw; varianten ervan duiken op in het werk van Mozart, Haydn en Carl Michael Bellman.

## Trivia
- Velen zingen alleen de vrouwelijke vorm van de tekst. Zij zingen "Lang zal ze leven" ongeacht het geslacht van het feestvarken.
- Onder kinderen bestaat de gewoonte om het aantal keer uitroepen van "Hieperdepiep hoera" af te stemmen op de bereikte leeftijd.
- Op basisscholen bestaat wel de gewoonte om af te sluiten met een extra luid "Hieperdepiep hoera", zodat iedereen, ook de ouders thuis of op het werk het maar zouden kunnen horen.
- In Indonesië zingt men Panjang umurnya (3 x), serta mulia (3x) op dezelfde melodie. Het is een populair verjaardag-kinderlied. Aan boord op de Holland Amerika Lijn zingen de Indonesische obers dit lied voor iedere jarige.
- In Zweden zingt men Ja, må han leva [ja, moh han lewa] gezongen (of hon [hoen] bij een vrouw in plaats van han) op een melodie waarvan de eerste twee regels nagenoeg hetzelfde zijn.

Ja, må hon leva!
Ja, må hon leva!
Ja, må hon leva uti hundrade år!
Javisst ska hon leva!
Javisst ska hon leva!
Javisst ska hon leva uti hundrade år!
Vertaling: Ja, moge hij/zij leven! (2x); Ja, moge hij/zij leven tot het honderdste jaar!; Jazeker, zal hij/zij leven! (2x); Jazeker, zal hij/zij leven tot het honderdste jaar!
Er zijn nog meer coupletten. Geen "Hieperdepiep; hoera, hoera, hoera!", maar "Hurra!, hurra!, hurra!, hurra!".
- De tekst komt ook terug in een aantal andere liederen, zoals
  - Sint-Maarten, wat is het koud
  - Een oud Pinksterlied[2]
- Lang zal hij leven is ook een van de liedjes die cabaretier Toon Hermans in zijn conference Dollen met volksliedjes (1980) belachelijk maakte.
- Het refrein "in de gloria" inspireerde Jan Eelen tot het televisieprogramma In de gloria (2000-2001). Naar eigen zeggen vond hij dit refrein wel passen bij de sfeer van het programma, doordat het dezelfde valse vriendelijkheid tegenover anderen tentoonspreidde.